# Hymenocallis cordifolia
Hymenocallis cordifolia là một loài thực vật có hoa trong họ Amaryllidaceae. Loài này được Micheli mô tả khoa học đầu tiên năm 1899.